# Lijst van voetbalinterlands Amerikaanse Maagdeneilanden - Bahama's (vrouwen)
Deze lijst van voetbalinterlands is een overzicht van alle officiële voetbalinterlands tussen de nationale vrouwenteams van de Amerikaanse Maagdeneilanden en de Bahama's. De landen hebben tot nu toe twee keer tegen elkaar gespeeld.

## Wedstrijden
| № | Plaats    | Datum            | Competitie                            | Wedstrijd                              | Uitslag |
| - | --------- | ---------------- | ------------------------------------- | -------------------------------------- | ------- |
| 1 | Kingshill | 29 oktober 2023  | CONCACAF W Gold Cup 2024 kwalificatie | Amerikaanse Maagdeneilanden − Bahama's | 0 − 0   |
| 2 | Nassau    | 29 november 2023 | CONCACAF W Gold Cup 2024 kwalificatie | Bahama's − Amerikaanse Maagdeneilanden | 1 − 2   |

## Samenvatting
| Competitie                       | Totaal gespeeld | Winst Amerikaanse Maagdeneilanden | Gelijk | Winst Bahama's | Doelsaldo Amerikaanse Maagdeneilanden – Bahama's |
| -------------------------------- | --------------- | --------------------------------- | ------ | -------------- | ------------------------------------------------ |
| CONCACAF W Gold Cup kwalificatie | 2               | 1                                 | 1      | 0              | 2 − 1                                            |
| Totaal                           | 2               | 1                                 | 1      | 0              | 2 − 1                                            |